# Фрка
„Фрка” је југословенска телевизијска серија снимљена 1986. године у продукцији Телевизије Београд.

## Улоге
| Глумац             | Улога      |
| ------------------ | ---------- |
| Миодраг Андрић     | Љуба Мољац |
| Јелена Тинска      | Јелена     |
| Светлана Бојковић  |            |
| Тања Бошковић      |            |
| Драгомир Чумић     |            |
| Милена Дравић      |            |
| Милан Лане Гутовић |            |
| Петар Краљ         |            |
| Петар Лупа         |            |
| Маја Сабљић        |            |

Комплетна ТВ екипа  ▼
| Редитељ    | Ненад Момчиловић |
| Сценариста | Ненад Момчиловић |
| Продуцент  | Ненад Романо     |